# Chinook
Chinook (укр. чінук) являє собою комп'ютерну програму, яка грає в шашки, що була розроблена в 1989 році в університеті Альберти під керівництвом Джонатана Шеффера та за участю Роб Лейка, Поль Лу, Мартін Брайанта і Норман Трелоара. У липні 2007 року розробники Chinook оголосили, що програма була вдосконалена до такої міри, що не може програти.

## Чемпіонат: людина проти машини
Chinook є першою комп'ютерною програмою, що змогла виграти титул чемпіона світу в змаганнях проти людей.
У 1990 році вона завоювала право грати в людському чемпіонату світу, ставши другим після Меріона Тінслі в США. Спочатку Американська федерація шашок та Англійська Асоціація з гри в шашки були проти участі комп'ютера в людському чемпіонаті. Коли Тінслі пішов у відставку на знак протесту, ACF і EDA створили нову категорію: «Світовий чемпіонат людини проти машини» і змагання тривали. Тінслі виграв з чотирма перемогами в Chinook (також було 33 нічиїх).
У матчі-реванші, Chinook був оголошений чемпіоном світу з шашок в категорії «людина-машина» в 1994 році в матчі проти Маріону Тінслі після шести нічиїх і відставки Тінслі через рак підшлункової залози. Незважаючи на те, що Chinook став чемпіоном світу, він ніколи не переміг найкращого гравця всіх часів, Тінслі.
У 1995 році Chinook захистив свій титул чемпіона світу в грі проти Дона Лафферті. Матч закінчився з рахунком 1:0 з 31.

## Алгоритм
Алгоритм програми включає в себе відкриття бібліотеки ходів, що робили гросмейстери у своїх іграх, алгоритм пошуку в глибину, функцію оцінки ходу. В кінці гри програма має варіанти виграшу для будь-якої позиції, зазираючи на 8 ходів вперед.
Лінійною функцією оцінки розглядаються декілька особливостей ігрового поля, в тому числі рахунок, кількість шашок, що потрапили у дамки, свою чергу, прохідні шашки (вільний шлях у дамки) та інші дрібні фактори. Всі знання Chinook були запрограмовані його творцями, а не здобуті за допомогою штучного інтелекту.

## Хронологія
Джонатан Шеффер написав книгу про Chinook, що називається «Один стрибок вперед: боротьба з людиною за перевагу в шашках» (One Jump Ahead: Challenging Human Supremacy in Checkers) у 1997 році. Оновлена версія книги була опублікована в листопаді 2008 року.
24 травня 2003 Chinook завершив створення своєї 10-ї бази даних.
2 серпня 2004 Команда Chinook оголосила, що відкритий турнір з шашок в Англії (10-14 22-18 12-16) (що називається Білий Доктор) закінчився нічиєю.
18 січня 2006 команда Chinook оголосила, що відкритий чемпіонат (09-13 21-17 05-09)було зіграно внічию.
18 квітня 2006 команда Chinook оголосив, що відкритий чемпіонат (09-13 22-17 13-22) було зіграно внічию.
19 липня 2007 журнал Science опублікував статтю команди Шеффера «Checkers Is Solved», представивши докази того, що найкращий гравець в грі проти Chinook може досягти максимум нічиєї.